# Sąd Konstytucyjny (Litwa)

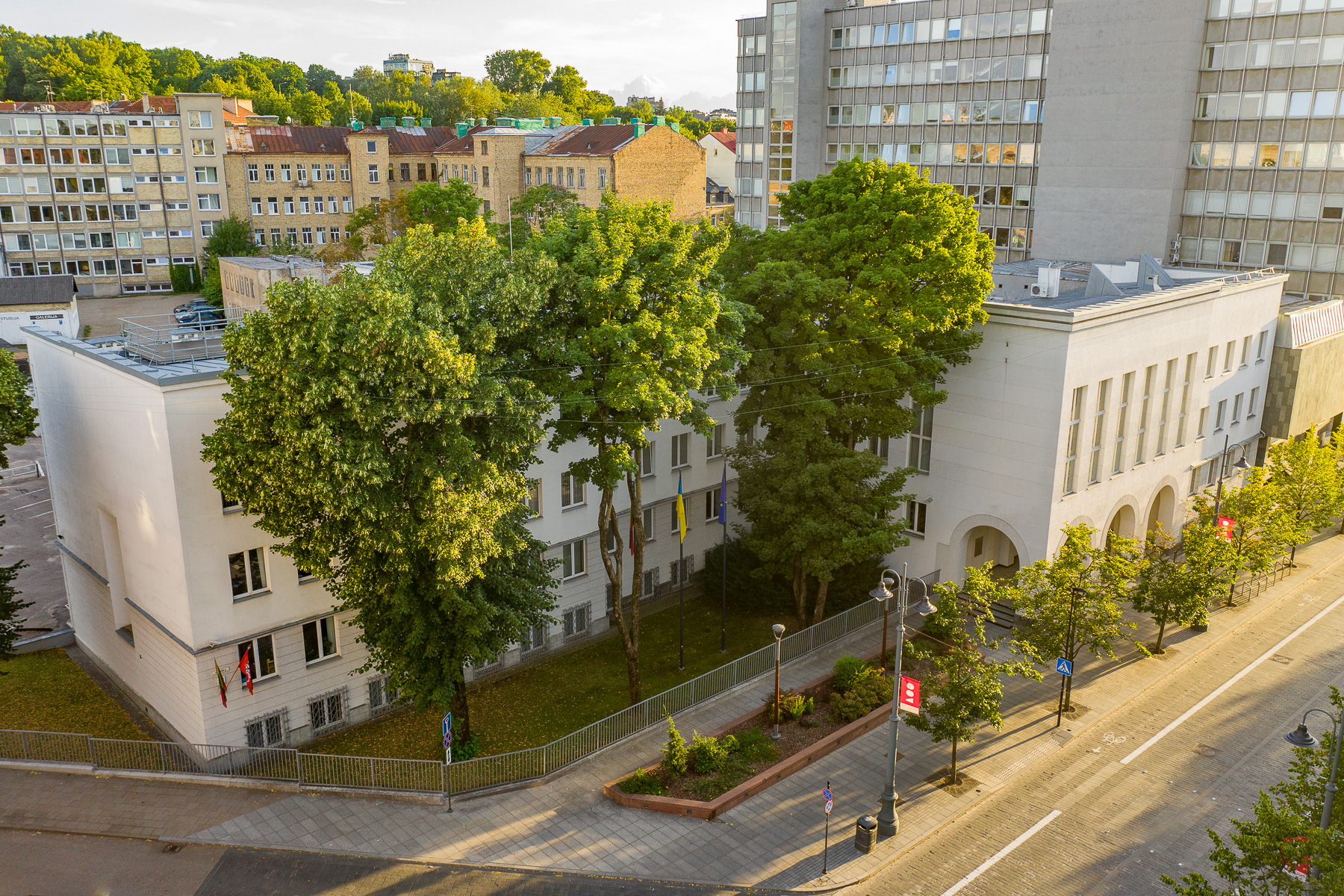
Sąd Konstytucyjny Litwy

Sąd Konstytucyjny Litwy (lit. Lietuvos Respublikos Konstitucinis Teismas; skrótowiec LR KT) – sąd konstytucyjny na Litwie.
Sąd Konstytucyjny kontroluje konstytucyjność prawa. Sąd tworzy 9 sędziów mianowanych na 9 lat, desygnowanych przez Sejm, prezydenta i Przewodniczącego Sądu Najwyższego. Co 3 lata odnowieniu ulega 1/3 składu Sądu Konstytucyjnego. Wobec sędziów Sądu Konstytucyjnego mają zastosowanie ograniczenia zatrudnienia i działalności politycznej przewidziane dla sędziów.

## Kompetencje
Sąd Konstytucyjny rozpatruje i orzeka, czy ustawy i inne akty przyjęte przez Sejm nie są sprzeczne z Konstytucją Republiki Litewskiej.
Sąd Konstytucyjny rozpatruje także, czy nie są sprzeczne z Konstytucją lub ustawami:
- akty Prezydenta Republiki;
- akty Rządu Republiki.

Sąd Konstytucyjny przedstawia opinie:
- czy w czasie wyborów prezydenta Republiki bądź członków Sejmu nie została naruszona ustawa wyborcza,
- czy stan zdrowia prezydenta Republiki pozwala mu nadal wykonywać obowiązki,
- czy międzynarodowe umowy Republiki Litewskiej nie są sprzeczne z konstytucją,
- czy członkowie Sejmu i funkcjonariusze, wobec których zostało podjęte postępowanie procesowe, naruszyli konstytucję swoimi konkretnymi czynami.

Rozstrzygnięcia Sądu Konstytucyjnego są ostateczne i niezaskarżalne.

## Składy Sędziowskie Sądu Konstytucyjnego
1993–1996
- Juozas Žilys (Prezes)
- Algirdas Gailiūnas
- Kęstutis Lapinskas
- Zigmas Levickis
- Vladas Pavilonis
- Pranas Vytautas Rasimavičius
- Teodora Staugaitienė
- Stasys Stačiokas
- Stasys Šedbaras.

1996–1999
- Juozas Žilys (Prezes)
- Egidijus Jarašiūnas
- Kęstutis Lapinskas
- Zigmas Levickis
- Augustinas Normantas
- Vladas Pavilonis
- Jonas Prapiestis
- Pranas Vytautas Rasimavičius
- Teodora Staugaitienė

1999–2002
- Vladas Pavilonis (Prezes)
- Egidijus Jarašiūnas
- Egidijus Kūris
- Zigmas Levickis
- Augustinas Normantas
- Jonas Prapiestis
- Vytautas Sinkevičius
- Stasys Stačiokas
- Teodora Staugaitienė

2002–2005
- Egidijus Kūris (Prezes)
- Armanas Abramavičius
- Egidijus Jarašiūnas
- Kęstutis Lapinskas
- Zenonas Namavičius
- Augustinas Normantas
- Jonas Prapiestis
- Vytautas Sinkevičius
- Stasys Stačiokas

2005-2008
- Egidijus Kūris (Prezes)
- Armanas Abramavičius
- Toma Birmontienė
- Kęstutis Lapinskas
- Zenonas Namavičius
- Ramutė Ruškytė
- Vytautas Sinkevičius
- Stasys Stačiokas
- Romualdas Kęstutis Urbaitis.

2008-2011
- Kęstutis Lapinskas (Prezes)
- Armanas Abramavičius
- Toma Birmontienė
- Pranas Kuconis
- Zenonas Namavičius
- Ramutė Ruškytė
- Egidijus Šileikis
- Algirdas Taminskas
- Romualdas Kęstutis Urbaitis

2011-2014
- Romualdas Kęstutis Urbaitis (Prezes)
- Egidijus Bieliūnas (2011-2013)
- Toma Birmontienė
- Pranas Kuconis
- Gediminas Mesonis
- Vytas Milius (2013–2014)
- Ramutė Ruškytė
- Egidijus Šileikis
- Algirdas Taminskas
- Dainius Žalimas

2014-2017
- Dainius Žalimas (Prezes)
- Elvyra Baltutytė
- Vytautas Greičius
- Danutė Jočienė
- Pranas Kuconis
- Gediminas Mesonis
- Vytas Milius
- Egidijus Šileikis
- Algirdas Taminskas

2017-2021
- Dainius Žalimas (Prezes)
- Elvyra Baltutytė
- Gintaras Goda
- Vytautas Greičius
- Danutė Jočienė
- Gediminas Mesonis
- Vytas Milius
- Daiva Petrylaitė
- Janina Stripeikienė

2021-obecnie
- Danutė Jočienė (Prezes)
- Elvyra Baltutytė
- Gintaras Goda
- Vytautas Greičius
- Giedrė Lastauskienė
- Vytautas Mizaras
- Algis Norkūnas
- Daiva Petrylaitė
- Janina Stripeikienė